# Негинешти (Валча)
Негинешти (рум. Neghinești) насеље је у Румунији у округу Валча у општини Стоенешти. Oпштина се налази на надморској висини од 511 m.

## Становништво
Према подацима из 2002. године у насељу је живело 136 становника, од којих су сви румунске националности.